# Bisdom Oakland

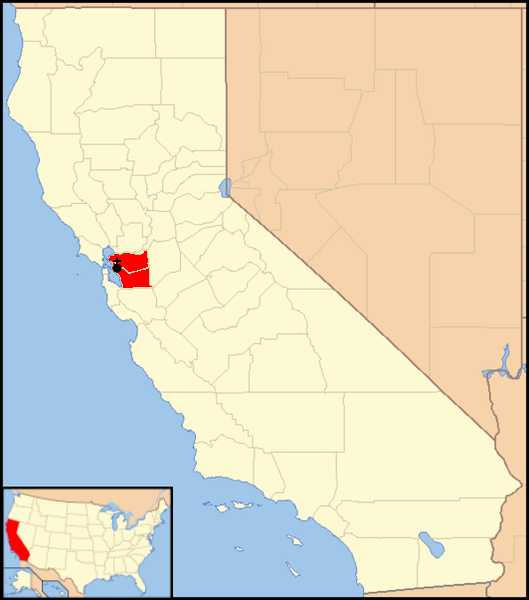
Het bisdom Oakland (rood) binnen de staat Californië

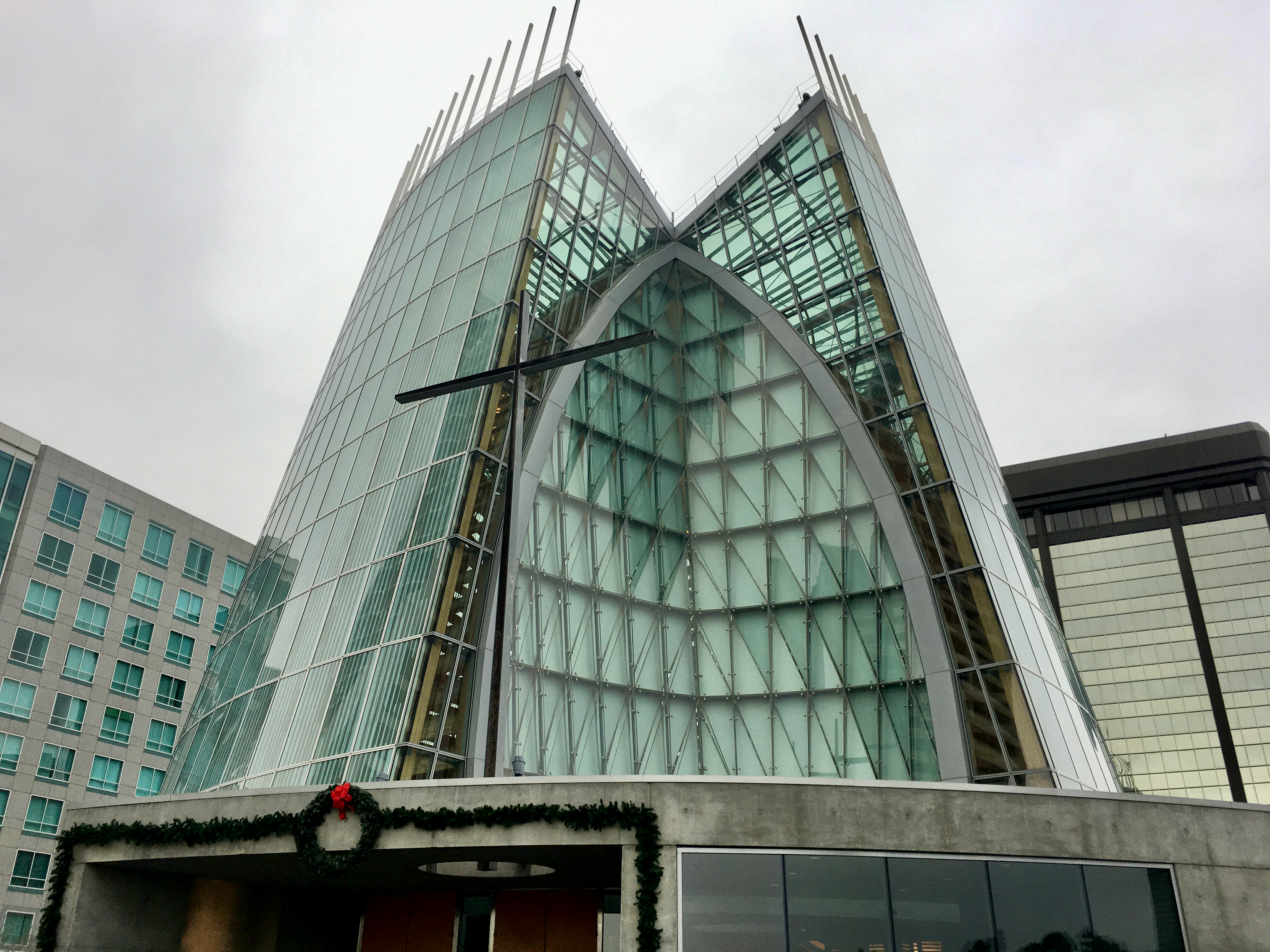
De kathedraal van Christ the Light in Oakland

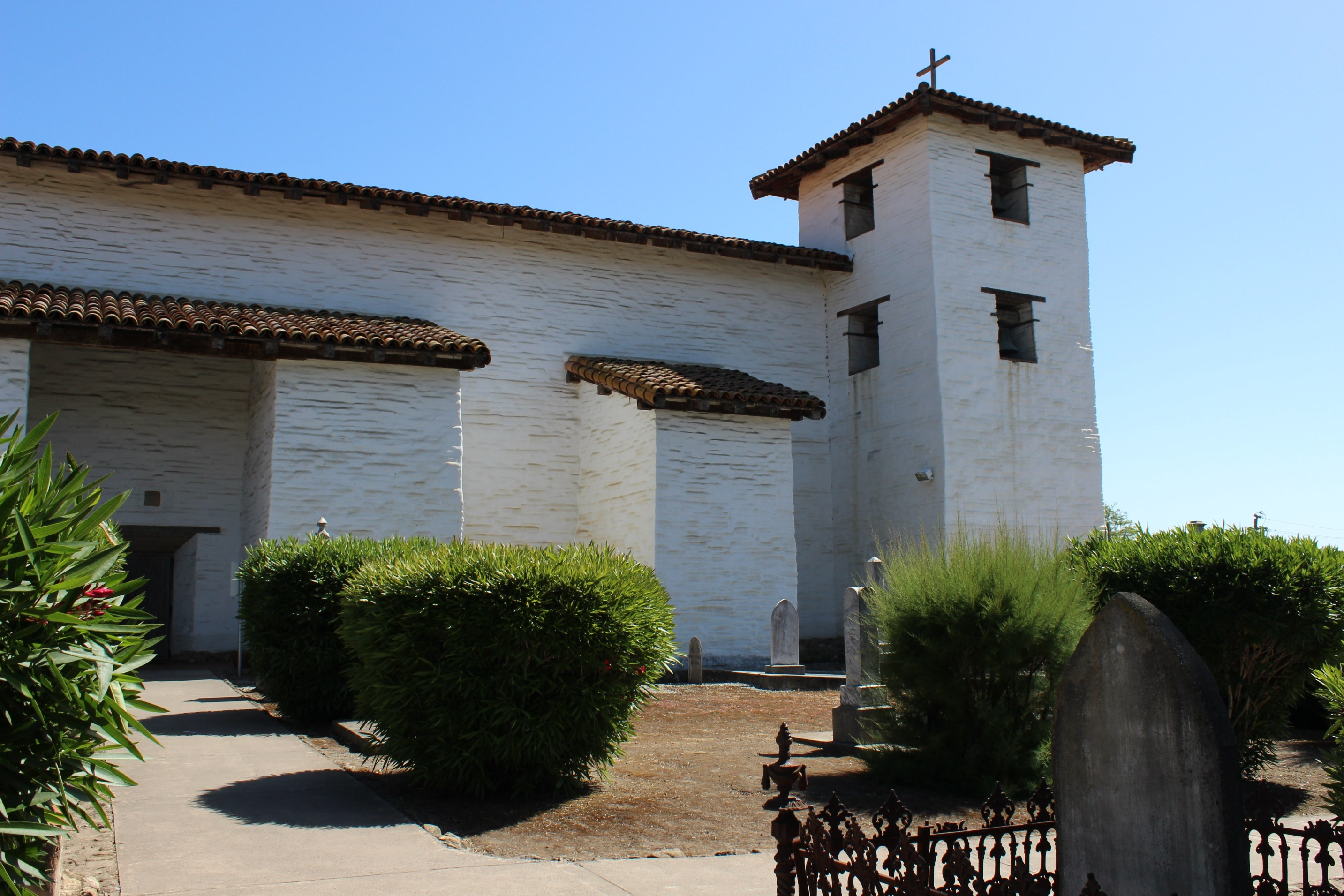
De historische missiepost van San José

Het bisdom Oakland (Latijn: Dioecesis Quercopolitana) is een rooms-katholiek bisdom met als zetel Oakland in Californië. Het is een suffragaan bisdom van het aartsbisdom San Francisco. Het bisdom werd opgericht in 1962.
In 2019 telde het bisdom 82 parochies. Het bisdom heeft een oppervlakte van 3.798 km² en omvat de county's Alameda en Contra Costa. Het bisdom telde in 2019 2.896.939 inwoners waarvan 19,9% rooms-katholiek was. Er volgen meer dan 45.000 jongeren les in het katholieke onderwijs, in 41 lagere scholen, 8 middelbare scholen en twee hogescholen.

## Geschiedenis
Een eerste Mis werd opgedragen nabij het huidige Oakland in 1772 door de Spaanse missionaris Juan Crespi. 25 jaar later werd de missiepost San José gesticht door de franciscaan Fermin Francisco de Lasuen om de Ohlone-indianen van de Chochenyostam te kerstenen. In 1840 viel het gebied onder het nieuwe bisdom van de twee Californiës. Nadat Californië was opgenomen in de Verenigde Staten in 1850 werd het bisdom Monterey opgericht. Drie jaar later kwam het gebied, samen met de rest van Noord-Californië onder het nieuwe aartsbisdom San Francisco. Als gevolg van de bevolkingstoename werd het bisdom Oakland in 1962 afgesplitst van San Francisco. Het bisdom telde toen 72 parochies.
Ook in Oakland kwamen gevallen van seksueel misbruik van minderjarigen door geestelijken aan het licht. In 2004 bood bisschop Vigneron zijn verontschuldigingen hiervoor aan en in 2019 publiceerde bisschop Barber een lijst van geestelijken tegen wie geloofwaardige klachten werden ingediend.

## Bisschoppen
- Floyd Lawrence Begin (1962-1977)
- John Stephen Cummins (1977-2003)
- Allen Henry Vigneron (2003-2009)
- Salvatore Joseph Cordileone (2009-2012)
- Michael Charles Barber, S.J. (2013-)

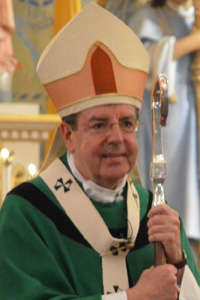
Allen Henry Vigneron
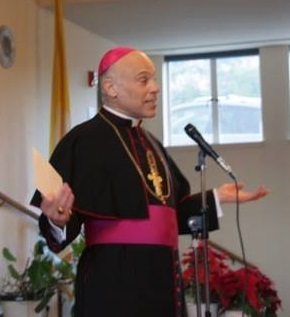
Salvatore J. Cordileone
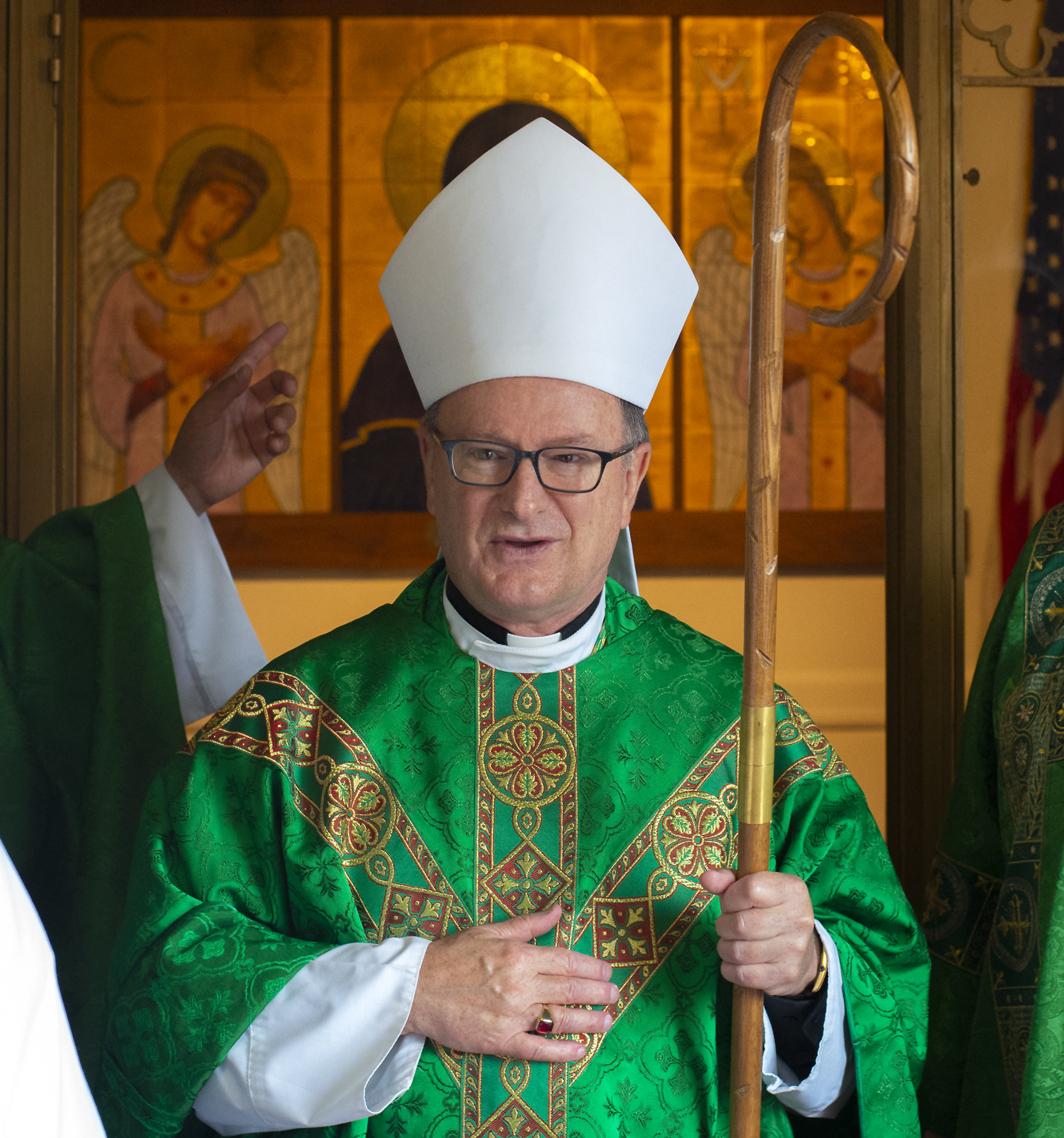
Michael C. Barber